# Bataille de Marioupol (2022)
Pour les articles homonymes, voir Bataille de Marioupol.
Pour un article plus général, voir Campagne de l'Est de l'Ukraine.
Invasion de l'Ukraine par la Russie de 2022
Guerre du Donbass
Batailles
Offensive de Kiev (Jytomyr, Kiev) : 
- 1re Hostomel
- Tchernobyl
- Ivankiv
- Kiev
- 2e Hostomel
- Vassylkiv
- Boutcha
- Irpin
  - Bombardement de réfugiés
- Jytomyr
- Mochtchoun
- Makariv
- Brovary

Offensive du Nord (Tchernihiv, Soumy) :
- Hloukhiv
- Slavoutytch
- Bombardements
- Soumy
- Trostianets
- Tchernihiv
- Okhtyrka
- Lebedyn
- Konotop
- Romny
- Desna
- Escarmouches frontalières

Russie  (Briansk, Belgorod) :
- Incursions en Russie occidentale
  - Oblast de Briansk
  - Oblasts de Belgorod et de Koursk
    - Incursions de 2024

  - Bombardement de Belgorod
- Oblast de Koursk (août 2024)

Campagne de l'Est (Donetsk, Louhansk, Kharkiv)
Kharkiv :
- 1re Kharkiv
  - Tchouhouïv
  - Bombardements : en février
  - en mars
  - en avril
  - du bâtiment administratif
- Izioum
- 2e Kharkiv
  - Balaklia
  - 1re Koupiansk
  - Chevtchenkove
- 3e Kharkiv

Nord du Donbass:
- Starobilsk
- Sloviansk
  - Dovhenke
  - 1re Lyman
  - Sviatohirsk
  - Bohorodychne et Krasnopillia
  - Bombardements : Bilohorivka
  - Kramatorsk
- Sievierodonetsk
  - Kreminna
  - Donets
  - Roubijné
  - Popasna
  - Tochkivka
  - Massacre
- Lyssytchansk
- 2e Kharkiv
  - Balaklia
  - 1re Koupiansk
  - Chevtchenkove
  - 2e Lyman
- Oblast de Louhansk
  - Ligne Svatove-Kreminna
  - Serebryansky
  - 2e Koupiansk

 Centre du Donbass:
- Horlivka
- Popasna
- Svitlodarsk
- Bakhmout
  - Soledar
- Siversk
- Tchassiv Iar
- Toretsk
- Kourakhove
- Velyka Novossilka
- Novopavlivka

Sud du Donbass :
- Volnovakha
- Marioupol
  - Bombardements : de l'hôpital
  - du théâtre
  - de l'école d'art
- Pisky
- Vouhledar
  - Pavlivka
- Marïnka
- Contre-offensive de 2023
- Avdiïvka
- Novomykhaïlivka
- Pokrovsk
  - Krasnohorivka
  - Toretsk
- Bombardements :
- Makiïvka
- Donetsk

Campagne du Sud (Mykolaïv, Kherson, Zaporijjia)
- 1re Kherson
- Odessa
- Melitopol
- Mykolaïv
  - Bombardements : à fragmentation
  - du bâtiment administratif
- 1re Berdiansk
- Zaporijjia
- Tchornobaïvka
- Enerhodar
- Voznessensk
- Houliaïpole
- Davydiv Brid
- 2e Berdiansk
- Nova Kakhovka
- 2e Kherson
  - Doudtchany
- Dniepr
- Tchoulakivka
- Contre-offensive de 2023
  - Robotyne

Frappes aériennes dans l'Ouest et le Centre de l'Ukraine
- Lviv (02/2022)
- Vinnytsia (03/2022)
- Yavoriv (03/2022)
- Deliatyne (03/2022)
- Dnipro
- Rivne

Guerre navale
- Île des Serpents (02/2022)
- Moskva (04/2022)

Attaques en Crimée
- Novofedorivka (08/2022)
- Djankoï (08/2022)
- Pont de Crimée (10/2022)
- Base navale de Sébastopol (10/2022)
- Pont de Crimée (07/2023)
- Base navale de Sébastopol (09/2023)

Débordement
- Aéroport de Millerovo
- Sabotages en Russie
- Attaques en Transnistrie
- Sabotage des gazoducs Nord Stream
- Terrain d'entraînement militaire de Soloti
- Explosions en Pologne
- Bases aériennes de Dyagilevo et Engels-2
- Base aérienne de Minsk-Matchoulichtchi
- Crise russo-moldave de 2023
  - Accusations de tentative de coup d'État en Moldavie
- Incident de drone de 2023 en mer Noire
- Rébellion du groupe Wagner

Massacres
- Tchernihiv
- Boutcha
- Borodianka
- Olenivka
- Izioum

La bataille de Marioupol ou siège de Marioupol est une bataille opposant les Forces armées russes et à l'armée ukrainienne, ayant eu lieu sous la forme d'un siège du 24 février au 20 mai 2022, lors de l'invasion russe de l'Ukraine, dans le cadre de l'offensive de l'Ukraine orientale. Au 28 février, la ville est complètement encerclée et subit des bombardements massifs bien que la majeure partie de la population soit encore dans la ville. Entre le 16 au 20 mai 2022, les derniers soldats restants de l'armée ukrainienne, retranchés dans l'usine métallurgique Azovstal depuis un mois, se rendent aux forces russes et sont évacués du territoire contrôlé par la Russie, dans la république populaire de Donetsk (RPD).
La ville est celle qui, au 28 mars 2022, compte le plus de morts depuis l'invasion russe. Pendant le siège russe, la Croix-Rouge décrit la situation à Marioupol comme « apocalyptique ». À l'issue de la bataille, la ville est considérée comme détruite à 90%, la population ayant payé un très lourd tribut. Selon les autorités ukrainiennes, au moins 26 000 civils sont tués durant le siège. L'agence de presse Associated Press évoque un bilan d'environ 75 000 morts civils à l'issue des 3 mois de siège sur une population d'environ 450 000 habitants. La ville étant de facto sous contrôle russe, tout bilan réel des victimes est actuellement impossible à déterminer. De nombreuses accusations de crimes de guerre sont émises contre les forces russes pendant le siège, notamment le bombardement massif de populations civiles. Certains médias décrivent ces crimes comme parmi les pires du XXIe siècle.

## Contexte
Marioupol est, depuis le début de l'invasion russe, une cible stratégique en raison de son accès sur la mer d'Azov. La prise de cette ville permettrait d'une part à la Russie de contrôler intégralement cette mer, faisant d'elle « une mer intérieure russe » et isolant encore un peu plus l'Ukraine du reste du monde. D'autre part, la Russie pourrait ainsi joindre la Crimée (qu'elle a annexée en 2014) aux territoires du Donbass (qu'elle contrôle également).
Centre métallurgique dont certaines aciéries (comme Azovstal et Illitch) comptent parmi les plus grandes d'Ukraine, voire de toute l'Europe. Marioupol est aussi avant la guerre un important pôle industriel et commercial. La cité portuaire est également un pôle clé pour l'exportation d'acier, du charbon, de céréales et de maïs ukrainiens à destination de pays du monde entier, dont certains, tels que l'Égypte, sont très dépendants des ressources ukrainiennes.
Dans l'ensemble des ports de cette mer, près de 170 navires sont bloqués au début de l'invasion russe ; certains transportant des cargaisons de grains, avec un impact sur les cours mondiaux, entre autres, du blé. Ce commerce avait toutefois déjà grandement fléchi depuis l'annexion de la Crimée par la Russie en 2014.
Durant la guerre du Donbass de 2014, les Marioupolitains avaient déjà dû défendre leur ville face aux forces séparatistes prorusses. Ils leur avaient pris en 2014, après que la cité portuaire fut brièvement tombée entre leurs mains.
Lorsque l'Ukraine a perdu le contrôle de la capitale régionale de l'oblast de Donetsk, Marioupol a accueilli le plus grand nombre de personnes déplacées des parties occupées du Donbass. Selon la chercheuse de l'IFRI Tatiana Kastouéva-Jean, la ville « était considérée comme prorusse, avec beaucoup d'entreprises qui commerçaient aussi bien avec l'Ukraine qu'avec la Russie. C'est considérable de réserver le sort de ville martyre à une cité historiquement russophile et russophone ».
Les Russes commencent à intensifier leurs attaques contre Marioupol le 17 février.

## Ordre de bataille

### Ukraine
La défense de Marioupol est assurée par la majeure partie de la 36e brigade d'infanterie navale (1700 hommes) et la 12e brigade opérationnelle (1500 hommes) majoritairement constituées du Régiment Azov. Elles sont appuyées par de nombreuses unités très diverses, de la Garde nationale (650 hommes), des garde-frontières (650 hommes), des forces de défense territoriale (400 hommes), de la Marine (200 hommes), de l'armée de terre (une centaine d'hommes) et des forces spéciales soit un peu plus de 5 500 hommes.
 Forces armées ukrainiennes :
- Armée de terre ukrainienne
  -  17e brigade de chars
    - une partie du 3e bataillon de chars[37]

  -  56e brigade motorisée (50 hommes)[38]
    - QG de brigade[39]
    - Bataillon de défense antiaérienne[40]

  -  74e bataillon de reconnaissance
    - 1er compagnie (60 hommes)[38]
- Infanterie navale ukrainienne
  -  36e brigade d'infanterie navale (environ 1700 hommes)[39],[38]
- Force de défense territoriale
  - 109e brigade de défense territoriale (400 hommes)[38]
    - QG de brigade[39]
    - 107e bataillon de défense territoriale[38]
- Forces d'opérations spéciales
  -  Détachement du 73e centre d'opérations maritimes (40 hommes)[38]
- Marine ukrainienne
  -  9e division de navires de surface (200 hommes)[41]
    - Projet 58155
      - P172 « Lubny »
      - P177 « Kremenchuk »

    - Projet 145
      - A380 « Korets »

    - Projet 304
      - A500 « Donbass »

 Ministère de l'Intérieur :
- Garde nationale de l'Ukraine
  -  9e régiment opérationnel
    - Détachement du 2e bataillon opérationnel (30 hommes)[38]

  -  12e brigade opérationnelle (1500 hommes)[39],[38]
    - dont  Régiment Azov (environ 1000 hommes)[39]

  -  Peleton du 18e bataillon séparé (50 hommes)[38]
  -  21e brigade de la Garde nationale[42],[38]
    - Détachement du bataillon d'affectation opérationnel (150 hommes)[43]

  -  23e brigade de protection de l'ordre public[44],[38]
    - 2e bataillon de patrouille (400 hommes)[45]
- Police nationale
  -  KORD[39]
  -  Police de Marioupol (200 hommes)[38]
- Service national des gardes-frontières d'Ukraine
  -  23e unité de garde-côte de Marioupol (150 hommes)[39],[38]
  -  1er détachement frontalier Donetsk (500 homes)[38]

+ 72 volontaires d'unités différentes héliportés à Marioupol

### Russie
L'essentiel de l'attaque est assuré par la 150e division de fusiliers motorisés de la Garde, la 9e brigade de fusiliers motorisés de la Garde, le Régiment Vostok, la majeure partie de la 810e brigade d'infanterie de marine de la Garde et le 177e régiment de marine soit environ 20 000 hommes.
 Forces armées russes :
- Forces terrestres russes
  - 1er corps d'armée de Donetsk
    -  Bataillon Sparta[46]
    -  Bataillon Somalie[47],[38]
    -  5e brigade de fusiliers motorisés[48]
    -  9e brigade d'assaut de marine (2500 hommes)[49],[38]
    -  11e régiment de fusiliers motorisés « Vostok » (1000 hommes)[38]

  -  8e armée combinée de la Garde
    -  150e division de fusiliers motorisés (10 000 hommes)[38]
      - 68e régiment de chars de la Garde[50]
      - 102e régiment de fusiliers motorisés
      - 103e régiment de fusiliers motorisés
      - 163e régiment de chars de la Garde
      - 381e régiment d'artillerie de la Garde
- Marine russe
  -  Troupes côtières de la marine russe
    -  Flotte de la mer Noire
      -  810e brigade d'infanterie navale (2000 hommes)[51],[38]

    -  Flottille de la Caspienne
      - 177e régiment de marine (2000 hommes)[52],[38]

 GRU
- Spetsnaz du GRU
  -  3e brigade Spetsnaz de la Garde
  -  22e brigade Spetsnaz de la Garde (1700 hommes)[38]
  - 346e brigade spéciale

 Garde nationale
- 25e détachement spécial « Mercure »
- Régiment de police Akhmat Kadyrov (AKPR)[53]
- Régiment de police spécial « Groznyi »[53]

## Déroulement de la bataille

### Percée des lignes ukrainiennes et encerclement de la ville (24 février -1ermars)
Le 24 février, l'artillerie russe commence à bombarder la ville. Les positions ukrainiennes sur la ligne de front à l'est dans la région du village de Pishchovyk, l'aéroport, les banlieues est et ouest sont bombardés depuis l'air, la mer et le sol.
Au début de l'invasion, la majeure partie de la 36e brigade de l'infanterie navale ukrainienne est déployée à Marioupol. Un bataillon de marine de la 36e brigade est stationné depuis décembre 2021 à 40 km à l'est de Marioupol et à 9 km du village de Pikuzy (en). La brigade est renforcée par une partie du 503e bataillon séparé de marine qui se déplace rapidement à Volnovakha. Le reste de la défense est assuré par le Régiment Azov, la 12e brigade opérationnelle et diverses autres unités de la Garde nationale ukrainienne, un bataillon de la 109e brigade de défense territoriale, de la Police nationale et des gardes-frontières.
Le 24 février, la 9e brigade de fusiliers motorisés russe réalise des gains modestes en capturant Pavlovpil et le village voisin de Pyshchevik à 25 km à l'est de Marioupol. À 30 km à l'ouest de Marioupol, la marine russe lance un assaut amphibie sur la côte de la mer d'Azov débarquant la 810e brigade d'infanterie de marine de la Garde dans la soirée du 25 février. Un responsable américain de la défense déclare que les Russes déployaient potentiellement des milliers de soldats à partir de cette tête de pont,. Si aucune confirmation visuelle ne vient étayer ses faits, des témoignages de prisonniers confirment le débarquement. Un détachement de reconnaissance d'Azov se porte alors vers les villes de Manhouch et Stara Yalta à 20 km, fait exploser les deux ponts avant de se retirer à Marioupol. Dans le ville, les hommes de la 9e division de navires de surfaces et de la 23e unité de la garde maritime procèdent à l'installation de 32 mines dans le port et minent également la plage Pishchanka en prévision d'une opération amphibie. Ils déplacent également l'armement de leurs navires vers les véhicules blindés,. Les Russes détruisent par une frappe de missile le radar 5Н84А "Oborona", appartenant à la 164e brigade du génie radio de défense aérienne (unité militaire 2109). Après l'attaque, l'unité est évacuée. En outre, deux frappes sont menées sur les positions de la division du 301e régiment de missiles anti-aériens.
Le 26 février, les forces russes continuent de bombarder Marioupol avec de l'artillerie. Le gouvernement grec annonce que dix de leur ressortissants avaient été tués par des frappes russes à Marioupol, dont six tués dans le village de Sartana et quatre tués dans le village de Buhas,.

Dans la nuit du 26 au 27 février, une attaque russe brise les lignes ukrainiennes dans la zone défendue par la 53e brigade mécanisée devant Volnovakha. Les Russes percent également le front à Anadol (uk). Ils progressent le long de la H20 vers le sud et capturent Kremevinka (raïon de Marioupol) (uk). En poursuivant leur progression vers Marioupol, trois blindés BMP-3 Russes sont accrochés et détruits par des hommes d'Azov. Le lendemain, la 150e division de fusiliers motorisés russe, progresse par la H20 jusqu'à l'usine métallurgique Illitch de Marioupol qui borde l'entrée nord avant d'être repoussée par une unité de chars d'Azov. Le 28 février, ils se déportent finalement plus à l'ouest vers Nikolske en capturant Topolyne dans lequel ils installent des pièces d'artillerie pour ensuite débuter le bombardement de Marioupol. 

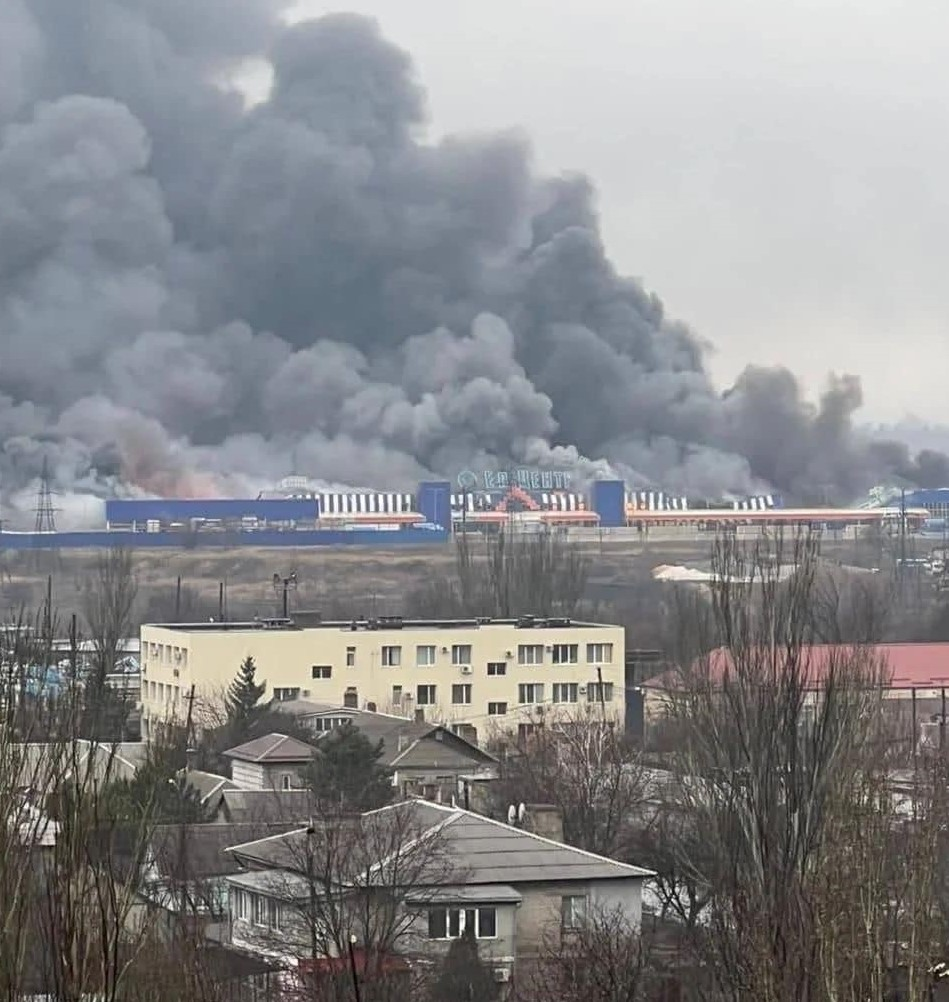
Dégâts de bombardement sur Marioupol.

Le 27 février 2022, la 36e brigade reçoit l'ordre de défendre Volonterivka (Волонтерівка), un village de la périphérie marioupolitaine. L'offensive terrestre en direction de la ville se poursuit le 27 février et des bombardements reprennent, alors que la ville de Mélitopol est tombée et que les séparatistes venant de la république populaire de Donetsk (RPD) avancent. De l'autre côté, les forces terrestres russes venant de Crimée progressent dans l'oblast de Kherson, une colonne qui progresse le long de l'autoroute M14 atteint Osypenko puis Manhouch le 27 février. Près du village de Hnutove (en), à 20 kilomètres au nord-est de Marioupol, le 1er bataillon séparé de marine (uk) de la 36e brigade bat en retraite et se replie derrière Sartana, exposant le flanc gauche des positions ukrainiennes. Le colonel Volodymyr Baranyuk (uk), commandant de la 36e brigade, donne l'ordre à une compagnie du 1er bataillon séparé de se déplacer à Hnutove aux côtés d'éléments du bataillon de marine Aristide à Pikuzy, mais les Russes forcent à nouveau les Ukrainiens à se retirer vers Marioupol. Durant leur retraite, les ukrainiens tentent de détruire sans succès les ponts sur la rivière Kalmious. La 36e brigade perd deux de ses chars, un transport de troupes et un BMP. Même dans des positions bien préparées, les Ukrainiens n'arrêtent pas l'avancée russe et se retirent à nouveau. Au 1er mars, Marioupol est complètement encerclée.

### Tentative russe de pénétrer dans la ville (1er- 11 mars)

Évolution de la situation à Marioupol.

Les forces russes n'ayant pas atteint leur objectif initial d'une conquête rapide de l'Ukraine et du renversement de ses institutions, elles changent leur stratégie et concentrent leurs efforts sur le siège des principales villes du pays. La prise de Marioupol devient alors l'un des enjeux majeurs de la guerre, puisque sa capture donnerait un contrôle sur la mer d'Azov aux forces russes et prorusses, mais aussi parce qu'elle permettrait de faire la jonction entre l'offensive de l'Est des forces prorusses venues de Donetsk et l'offensive du Sud avançant rapidement depuis la Crimée,,. Marioupol est prise en étau entre les deux offensives, puis encerclée et isolée.
À partir du 1er mars, Marioupol est privée d'électricité après que les lignes alimentant la ville ont été coupées. Denis Pouchiline, le président de la RPD, a annoncé que les forces de la RPD ont presque complètement encerclé la ville voisine de Volnovakha et qu'elles feront bientôt de même à Marioupol. Le 1er mars, les Russes continuent à bombarder Hnutove, malgré le rappel à Volonterivka des éléments de la 36e brigade jusqu'alors stationné là-bas. À Staryï Krym, une colonne russe penètre dans la ville, tombe dans une embuscade et est repoussée.
La pression militaire sur Marioupol s'accentue encore à partir du 2 mars. Les forces armées russes sont positionnées à quelques kilomètres de la ville, qui est soumise à d'intenses bombardements. Le 2 mars au soir, le maire de Marioupol, Vadym Boytchenko, s'adresse à la population dans une allocution filmée. Il déclare que les forces armées ukrainiennes défendent la ville contre un envahisseur qu'il accuse de viser des logements, et explique que les infrastructures civiles sont endommagées par les bombardements, privant les habitants d'eau et d'électricité.
Le 3 mars, l'armée russe revendique avoir encerclé Marioupol et pris le contrôle de Vynogradné (uk), Sartana et Vodyanoye. Elle se défend de prendre les civils pour cible. L'armée ukrainienne fait état d'intenses bombardements de Marioupol, ciblant les infrastructures civiles, en particulier les chemins de fer, et détruisant plusieurs bâtiments. Le 3 mars, les Russes tentent de briser les lignes ukrainiennes à Volonterivka avec un peloton blindé avec trois chars et quatre véhicules blindés d'infanterie, mais la 2e compagnie d'un des bataillons de marine de la 36e brigade repousse l'attaque, frappant les chars russes avec des RPG. Les Russes pénètrent sur le terrain de la colonie pénale de Priazovie à la périphérie de Volonterivka, mais la 36e brigade les repousse.

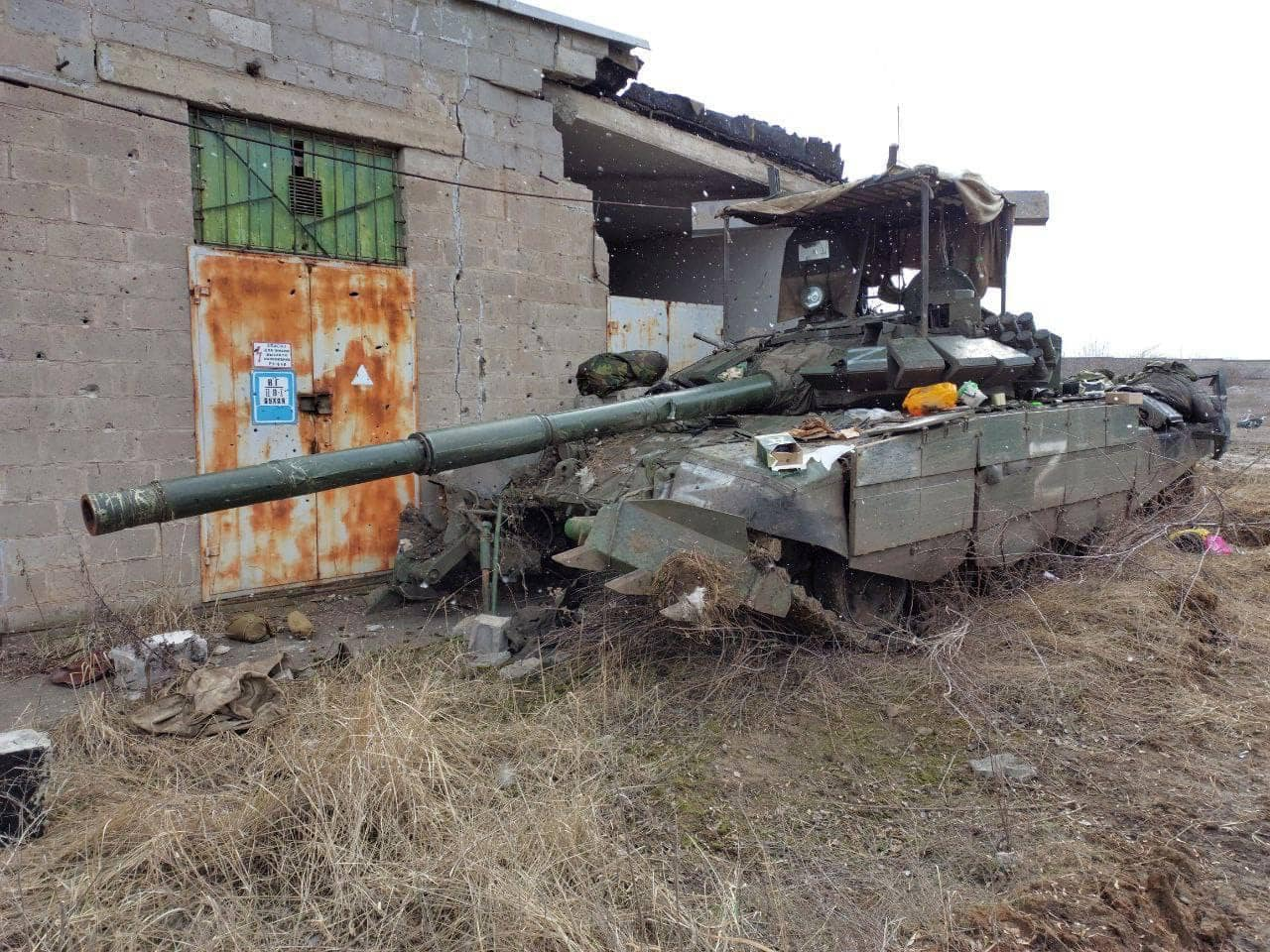
Le 7 mars un T-72 russe détruit.

Le 4 mars, les Russes tentent de pénétrer dans Marioupol par l'aéroport mais sont repoussés. Dans la nuit du 4 au 5 mars, le maire de la ville annonce que le port de Marioupol est sous « blocus » russe. Le ministère russe de la Défense annonce le 5 mars vouloir mettre en place des couloirs humanitaires. Le 6 mars, le 102e régiment de fusiliers motorisés penètre de l'usine de briques au sud-ouest de la ville. Ils sont repoussés par une contre-attaque, les Russes perdant deux T-72B3 capturés par les ukrainiens. Les Russes continuent de rechercher les points faibles des défenses de la ville, mais les défenseurs ripostent. Le 8 mars, de violents combats se déroulent à Pokrovsky, à la périphérie sud-ouest de Marioupol. Un BTR-4 "Bucephal" ukrainien du régiment azov" détruit des blindés BMP-1 et T-72B3 puis l'infanterie dégage les rues. Plus tard dans la journée, c'est par Pokrovskoe que les Russes tentent d'entrer dans la ville en une immense colonne pendant le cessez-le-feu et l'organisation du couloir vert.
La Croix-Rouge internationale rend compte le même jour de conditions dramatiques pour les centaines de milliers d'habitants de Marioupol assiégée, qui souffrent du froid et manquent de nourriture, d'eau, de médicaments et d'hygiène. Elle décrit une situation de danger immédiat pour les personnes et des tensions croissantes liées aux pénuries.
Le conseil municipal déclare le 11 mars qu'au moins 1 582 civils avaient été tués pendant le siège.

### Avancée russe dans la ville (11 mars - 3 avril 2022)
Le 9 mars, le bataillon Somalie et le 11e régiment Vostok s'empare de l'usine Satellite depuis Kalynivka dans le micro-district de Skhidnyy à l'est de la ville. Le 10 mars, les Russes occupent Staryï Krym, à 5 kilomètres au nord-ouest du centre de Marioupol. Le même jour, l'armée russe bombarde la maternité de Marioupol et son hôpital pédiatrique. L'attaque fait trois morts, dont une petite fille, et 17 blessés,. La frappe aérienne intervient alors qu'un cessez-le-feu a été annoncé pour permettre l'évacuation de la population civile dans un corridor humanitaire. La Russie nie la présence de civils dans la maternité et affirme que celle-ci servait de base à des néo-nazis du régiment Azov,. Les images de parturientes blessées ont un retentissement mondial et sont vivement dénoncées comme un crime de guerre par la presse et les autorités de nombreux pays. Le président de l'Ukraine, Volodymyr Zelensky, accuse la Russie de commettre un « génocide ».
Entre le 11 et le 12 mars, des unités Russes des 150e division et de la 810e brigade tentent de percer les défenses ukrainiennes à l'ouest de la ville depuis les champs au niveau des postes de contrôles du Metro et de la rue Kirpin dans le district central défendu par une compagnie du 107e bataillon territorial et des hommes d'Azov. Ils parviennent à pénétrer dans la ville poussant à partir de l'avenue de la paix. Les ukrainiens évacuent également le checkpoint de l'école no 67. Une contre-attaque d'un petit détachement du 73e centre d'opérations maritimes stoppe l'avancée. À l'aide d'un BTR-4 ils détruisent plusieurs blindés russes. Ne parvenant pas à avancer, l'artillerie russe pilonnent massivement le district central. Le même jour le bâtiment des communications est détruit par une frappe aérienne.
Le 12 mars, la mosquée du sultan Suleiman (uk), qui abrite 80 civils, y compris des citoyens turcs, est frappée par les bombardements russes, selon le ministère ukrainien des Affaires étrangères. Cependant, l'attaque est démentie par İsmail Hacıoğlu, chef de l'Association de la mosquée, qui déclare que les bombardements ont eu lieu à environ 700 mètres. L'armée ukrainienne a par la suite déclaré que les forces russes s'étaient emparé de la périphérie orientale de Marioupol. Durant des combats, le commandant du 2e bataillon de la 23e brigade ukrainienne Dmytro Aputkhin, est tué. Les jours suivants, une colonne des 22e brigade Spetsnaz et 346e brigade spéciale s'infiltrent dans la ville jusqu'aux abords de l'aciérie Azovstal avant d'être neutraliser par des tirs de mortiers ukrainiens leur infligeant de lourdes pertes, douze blindés légers sont détruits,.Le 13 mars, la municipalité de Marioupol porte le décompte des victimes civiles à 2 187 personnes tuées, après une nouvelle journée de bombardements où 22 missiles ont été tirés sur la ville, touchant notamment l'université de Marioupol.
Le 14 mars, les autorités ukrainiennes parviennent à organiser une première évacuation de la population civile. Selon le conseil municipal de Marioupol, environ 160 voitures ont quitté la ville, représentant environ 300 civils, qui se dirigent vers la ville de Zaporijjia. Dans le même temps, le bilan officiel des personnes tuées dépasse 2 500 personnes. Cependant, le gouvernement ukrainien accuse la Russie d'entraver l'évacuation en empêchant la circulation des cars, tandis que le convoi humanitaire d'approvisionnement de Marioupol est toujours bloqué à Berdiansk. Le lendemain 15 mars, l'évacuation humanitaire se poursuit ; environ 4 000 voitures transportant 20 000 personnes quittent Marioupol vers Zaporijjia.
Après deux semaines de bombardements continus, les dégâts matériels et humains sont importants à Marioupol. Environ 350 000 personnes vivent toujours à l'intérieur de la ville assiégée, dans des conditions particulièrement tragiques — terrées dans les caves et souterrains, sans électricité ni chauffage, manquant d'eau et de nourriture. De nombreux bâtiments sont détruits.
Les offensives de l'armée russe sont ralenties dans plusieurs parties du territoire ukrainien, notamment l'offensive de Kiev qui a échoué à capturer rapidement la capitale et dont l'enveloppement n'est pas achevé. La prise de Marioupol devient d'autant plus décisive afin de dépasser cet enlisement ; elle est attendue par la Russie afin de libérer ses forces et relancer son avancée. Les unités mobilisées à Marioupol, notamment une large part de la 8e CAA, pourront être redéployées, soit pour renforcer l'offensive de Sud vers la bataille de Mykolaïv, soit pour enfoncer la défense ukrainienne dans l'offensive du Donbass. Marioupol est fermement encerclée, de sorte qu'il est peu probable qu'elle puisse être défendue de l'extérieur. La durée du siège est dépendante des quantités de provisions, d'eau et de munitions stockées par ses défenseurs. L'armée russe intensifie donc ses attaques afin de contraindre la ville à la reddition.
Le 15 mars, les Ukrainiens bombardent le secteur du port de Marioupol, détruisant notamment les navires Krementchuk et Lubny. Le personnel de la 9e division évacue le port et rejoint les unités de la 12e brigade opérationnelle. À l'ouest la 810e brigade attaquent à nouveau sur l'avenue de la paix jusqu'au square de la liberté ouvrant une brêche vers le centre-ville. Les Russes sont pris dans des embuscades ukrainiennes et de violents combats urbains s'engagent. Sur le site de l'usine Ilitch, le major-général Oleg Mitiaïev, commandant de la 150e division de fusiliers motorisés russe est tué dans des combats.
Le 16 mars, une bombe larguée par un avion russe frappe le théâtre d'art dramatique régional de Donetsk, où près d'un millier de civils avaient trouvé refuge. Pour éviter d'être ciblés, ces derniers avaient écrit au sol le mot « enfants », en immenses lettres blanches et en russe, à l'avant et à l'arrière du bâtiment. Un premier bilan, délivré par les autorités locales vendredi 18 mars 2022, fait état d'un seul blessé grave dans le bombardement du théâtre de Marioupol, mercredi 16 mars. La Russie nie sa responsabilité et met l'explosion sur le compte du régiment Azov.
Le même jour, dans le quartier de la rive gauche, les troupes séparatistes percent les défenses de la 23e brigade de protection de l'ordre public dans le quartier de la cathédrale Saint-Michel Archange et progressent vers Azovstal. De violents combats de rue se déroulent alors sur la rive gauche durant lesquels Andreï Pali, officier de la Flotte de la mer Noire est tué. Le commandant du 2e bataillon du régiment Azov, le lieutenant-colonel Mykyta Nadtochyi (uk) est grièvement blessé. Il est évacué par hélicoptère le 21 mars.
Le 19 mars, des responsables ukrainiens déclarent que la défense de Marioupol subit des assauts sur trois axes : des combats sont en cours à l'est de la ville, des bombardements russes ayant complètement détruit le quartier est, sur la rive gauche, ainsi que l'une des plus grandes aciéries d'Europe, l'usine métallurgique Azovstal. Cette dernière, utilisée comme camp retranché par l'armée ukrainienne, a été pratiquement réduite à l'état de ruines, au-delà du réparable, suite aux bombardements aériens russes et aux combats menés dans le complexe sidérurgique. Un deuxième assaut russe est mené simultanément au nord-est de la ville, mais bute sur l'usine Illitch, une autre usine métallurgique également occupée par les militaires ukrainiens. La troisième attaque, quant à elle, arrive de l'ouest et commence à investir progressivement la ville par Port City, un vaste centre commercial également détruit par les combats.
Le même jour, Vadym Boytchenko, maire de Marioupol, a déclaré à BBC News qu'il y avait des combats urbains dans le centre-ville, avec des tirs d'artillerie et des chars, et que les forces ukrainiennes étaient en infériorité numérique. Il a déclaré que l'intensité des combats rendait impossible le sauvetage des personnes prises au piège dans les décombres du théâtre, les efforts n'étant tentés que pendant les accalmies des combats. Selon Boytchenko, 40 000 civils avaient fui la ville au cours des cinq derniers jours, et 20 000 autres attendaient d'être évacués. Certains se sont échappés dans des véhicules privés, car les couloirs humanitaires officiels avaient échoué. Du côté des Ukrainiens, les Russes ont été accusés d'avoir attaqué la ville malgré le cessez-le-feu. Le gouvernement marioupolitain a annoncé un minimum de 2 500 morts parmi les civils, admettant qu'il s'agissait d'une sous-estimation. Certains morts gisaient dans les rues, beaucoup dans des fosses communes. Environ 300 000 civils sont restés dans la ville, 80% des bâtiments résidentiels ont été endommagés, dont un tiers détruit de façon irréparable. Le 20 mars, des centaines d'évacués blessés de Marioupol étaient déjà arrivés à l'hôpital régional pour enfants de Zaporizhzhia. Passant des points de contrôle et des mines terrestres sur les routes, certains ont été attaqués par l'artillerie alors qu'ils sortaient de la ville. Environ 90% des bâtiments de Marioupol ont été estimés détruits ou endommagés. Dmytro Gourine (uk), membre du Parlement ukrainien et marioupolitain d'origine, a déclaré à la BBC le 21 mars qu'en bloquant l'acheminement de l'aide humanitaire dans la ville et en empêchant les civils de partir en toute sécurité, la Russie tentait de renforcer sa position dans le processus diplomatique en créant la faim dans Marioupol et affamant ses défenseurs pour qu'ils se rendent. Gourine a déclaré qu'il était impossible de dégager les survivants des ruines du théâtre en raison des canonnades et des bombardements continus.
Selon le général de brigade Kyrylo Boudanov, chef de la Direction générale du renseignement du ministère de la Défense ukrainien, à plusieurs reprises, les Ukrainiens ont pu ravitailler leurs soldats à l'Azovstal et évacuer leurs blessés par des hélicoptères Mil Mi-8. La première opération débute le 21 mars. Deux Mi-8 décollent de Dnipro et parcourent 100 km au-dessus des territoires occupés, complètement contrôlés par la défense anti-aérienne russe, les pilotes volant en basse altitude et en vitesse maximale pour atteindre la ville. Ils ravitaillent en armes, munitions, ATGM, provisions médicales, réseaux satellites... les assiégés et repartent avec des blessés. Chaque opération dure 80 minutes. Les vols suivants permettent également de déposer 72 volontaires qui rejoignent Marioupol. total, sept missions de ravitaillement ont eu lieu, impliquant seize hélicoptères, dont deux ont été abattus lors des cinquième et septième missions, avec un autre hélicoptère abattu lorsqu'il est allé secourir les survivants. La connaissance russe des missions et l'augmentation des défenses aériennes russes ont finalement empêché de nouveaux vols. Au cours d'une de ces missions le 31 mars, un hélicoptère Mi-8 a été abattu alors qu'il évacuait des Ukrainiens grièvement blessés. L'équipage de l'hélicoptère a totalement été tué, dont un major (le pilote Youri Timus (uk)), un lieutenant principal et un lieutenant,. Le 5 avril, lorsqu'un des deux hélicoptères qui revient de Marioupol avec des blessés en abattu par la marine russe à 7 km des lignes ukrainiennes. Un second appareil de secours est abattu et son pilote tué. Entre le 21 mars et le 11 mai, quinze hélicoptères et 45 membres d'équipages participent à 7 missions de sauvetage, évacuant environ 64 blessés graves,.
Le 22 mars, la 810e brigade poursuit son avancée vers le centre-ville le long de l'avenue de la paix. Des combats de rues très violents ont lieu aux abords du centre-ville. Le colonel Alexeï Charov, commandant de la 810e brigade est tué au combat ce même jour.
Le 27 mars, Boytchenko déclare que la ville assiégée depuis plusieurs semaines est au bord d'une catastrophe humanitaire et qu'elle doit être entièrement évacuée. Selon lui, environ 160 000 civils sont encore pris au piège, sans eau ni électricité. Sur le plan militaire, l'armée russe continue sa progression vers le centre-ville par l'est et l'ouest et a atteint le théâtre de la ville (qu'elle avait précédemment bombardé le 16 mars). Plusieurs vidéos montrant des forces russes et séparatistes installant un drapeau de la RPD sur la mairie du district de Kolomoyskyi (nord de Marioupol) circulent sur les réseaux sociaux[réf. nécessaire].
Le 2 avril, les forces russes annoncent avoir pris le bâtiment du SBU dans le centre de Marioupol. Ailleurs dans la ville, les forces ukrainiennes continuent d'opposer une résistance acharnée. Les défenseurs résistent toujours dans plusieurs places fortes situées dans les enceintes des deux usines métallurgiques Azovstal et Illitch, que les assaillants ne sont pas encore parvenus à isoler l'une de l'autre. Plusieurs vidéos circulant sur les réseaux sociaux, bien que difficiles à dater précisément, montrent des membres du régiment Azov détruire des chars russes dans différents quartiers de Marioupol, mettant en avant les difficultés russes à finaliser l'occupation de la ville et démontrant les capacités des troupes ukrainiennes à infliger de lourds dégâts aux attaquants[réf. nécessaire]. Entre la fin mars et le 7 avril, les Ukrainiens perdent le contrôle de la majeure partie du district de Kalmious situé à l'est de l'usine Ilitch au nord-est de la ville.

### Réduction des poches de l'usine Ilitch, du port et prise de l'essentiel de la ville (3 - 15 avril 2022)
Fin mars, le commandant du 501e bataillon de marine de la 36e brigade, le lieutenant-colonel Mykola Biriukov se rend avec la majorité du bataillon, alors qu'ils tiennent une partie de l'usine Ilitich sans en avertir les autres. Le reste de la brigade étant sans nouvelle envoi un éclaireur du Bataillon Aristide en direction de leur position et découvre leur reddition. La défense de Mariupol perd environ 300 hommes ce jour-là. Le 10 avril, l'Institut pour l'étude de la guerre (anglais : Institute for the Study of War, abrégé ISW) annonce que, d'après plusieurs sources confirmées et images géolocalisées à l'appui, les troupes russes et leurs auxiliaires sont parvenues à effectuer une jonction dans le centre-ville, coupant de facto les forces ukrainiennes en deux, entre le complexe métallurgique Azovstal et le port de la ville au sud-est, toujours entre leurs mains.
À propos du site Azovstal, « c'est une ville dans la ville, et il y a plusieurs niveaux souterrains datant de la période soviétique, ce n'est pas possible de bombarder d'en haut, il faut nettoyer sous terre. Cela prendra du temps », a expliqué Edouard Bassourine (ru), représentant des forces de la RPD. Le complexe s'étend sur une zone de plusieurs kilomètres carrés ponctués de voies ferrées, entrepôts, fours à coke et cheminées, auxquels il faut ajouter plusieurs kilomètres de tunnels, bref, un site parfait pour la guérilla urbaine,,. Selon l'historien militaire Michel Goya, l'ensemble métallurgique représente une faible densité pour une ville de 166 km2, ce qui implique une grande imbrication des forces à l'intérieur et peut-être une faible étanchéité du bouclage extérieur, notamment antiaérien. Malgré l'encerclement des troupes ukrainiennes elles sont parfois ravitaillées de nuit par des Mi-8 (dont plusieurs sont abattus) en très basse altitude comme l'attestent des images d'emploi d'équipements occidentaux pourtant fournis après le début du siège.
À partir du 8 avril, les forces Russes commencent leur assaut sur Azovstal tandis que des combats de rue se poursuivent au centre de la rive gauche. Le 10 avril, elles capturent la rive au sud d'Azovstal. Dans le district de Prymors'kyi, dans le secteur du port, les ukrainiens ne tiennent plus qu'une étroite bande, les Russes poussant de l'ouest vers le centre-ville. Dans le district central, les troupes russes venu de l'axe nord (usine Ilitch) font la jonction avec l'axe ouest en progressant le long de la rue métallurgique capturant l'ensemble de l'ouest de Marioupol.
Le lendemain, le 11 avril, l'armée ukrainienne annonce se préparer à « une ultime bataille » dans le port dévasté. Selon un communiqué envoyé sur Facebook par la 36e brigade d'infanterie navale, la moitié des membres de cette brigade sont blessés. « Aujourd'hui sera probablement l'ultime bataille car nos munitions s'épuisent. […] Ce sera la mort pour certains d'entre nous et la captivité pour les autres », écrit la 36e brigade d'infanterie navale. « Nous sommes en train de disparaître lentement. Nous ne savons pas ce qu'il va se passer, mais nous vous demandons vraiment de vous souvenir [de nous] avec un mot gentil », a demandé la brigade aux Ukrainiens. « Pendant plus d'un mois, nous avons combattu sans réapprovisionnement en munitions, sans nourriture, sans eau, faisant le possible et l'impossible. » Des éléments de la 36e brigade, sous le commandement du colonel Volodymyr Baranyuk (uk), tentent de se déplacer vers le nord dans une colonne de véhicules. Attaquée, la colonne mit pied à terre, se dispersa et continua à pied. D'autres encore sont restés dans l'usine métallurgique. Le 17 avril, Bassourine a affirmé sur Telegram que le colonel Baranyuk, commandant de la 36e brigade, était mort et que la milice populaire du RPD a retrouvé le cadavre à l'usine Illitch. En réalité, Baranyuk, et son chef d'état-major le colonel Dmytro Kormyankov, avaient été capturés par les Russes ; l'agence de presse russe RIA Novosti a diffusé les « témoignages » des deux officiers le 8 mai, et le fait de la capture de Baranyuk a été confirmée à Ukrayinska Pravda par des soldats de leur unité à Marioupol.
Le commandant du 1er bataillon de marine, le major Yevhenii Bova prend alors le commandement de la brigade. Des discussions ont lieu entre les officiers sur la possibilité de quitter Marioupol ou de rejoindre le Régiment Azov dans l'usine Azovstal. Le 12 avril, Serhiy Volynskyi, nouveau commandant de la 36e brigade a déclaré à Prestupnosti.NET qu'une unité de la brigade avait franchi l'encerclement pour arriver à l'Azovstal,. Oleksiy Arestovytch a confirmé l'opération le lendemain. Plus de deux cents Marines de la 36e brigade, y compris leurs blessés ainsi que des combattants attachés d'autres unités, se sont échappés de l'usine d'Azovmach et ont rejoint avec succès les défenseurs de l'usine d'Azovstal. Les 76 autres combattants de la brigade tentent de quitter Marioupol. Par groupes de quatre ou six, ils s'exfiltrent vers les lignes ukrainiennes. Seuls sept membres du bataillon y parviennent, les autres sont capturés ou tués. En conséquence, leurs formations ont été encerclées et la plupart ont été blessés, tués, capturés ou se sont rendus. Le propagandiste russe Aleksandr Sladkov (ru) a interviewé certains des Ukrainiens capturés dans les bois. Le 13 avril 2022, les forces russes de la RPD sécurisent l'ensemble de la zone de l'usine Illitch, au nord de la ville.
Le lendemain, la Russie confirme la réddition de soldats ukrainiens de l'infanterie de marine, essentiellement de la 36e brigade mais aussi de la 56e brigade d'infanterie motorisée, dont 47 femmes et 126 officiers, ainsi que 150 blessés pris en charge par les Russes à l'hôpital de Marioupol, informations rejetées par les autorités ukrainiennes.
Deux autres petites poches résistent à l'Ouest de la ville et dans le port (12e brigade de Garde nationale). Selon un colonel de l'armée ukrainienne cité par le quotidien Le Monde, « les troupes ukrainiennes restantes ont transformé les tunnels d'épais béton qui quadrillent l'ensemble de l'enclave en forteresse. C'est là qu'ils se reposent, là qu'ils peuvent se déplacer sans risque et de là qu'ils peuvent lancer des attaques sur les troupes qui les encerclent. Les Russes utilisent les Solntsepek (TOS-1), le haut de gamme des lance-roquettes multiples dits « grad », qui sont à l'origine de la plupart des destructions de la ville. Ils ont aussi recours, dix à quinze fois par jour, aux frappes aériennes avec des missiles susceptibles de perforer ce réseau souterrain et, enfin, à l'artillerie classique. » Les forces russes évitent l'attaque au sol, ne maîtrisant pas un terrain étendu sur plusieurs kilomètres carrés, se méfiant d'une défense insaisissable retranchée dans cette zone.
Le 14 avril, les forces Russes capturent le centre-ville et atteignent la gare qui borde la mer d'Azov encerclant la poche du port composé du 2e bataillon Azov, d'éléments de la 12e brigade et de marins. La nuit suivante, Lev Pashko commandant du 2e bataillon Azov décide de percer les lignes russes et de rejoindre Azovstal. Durant leur retrait, la colonne est repérée et ciblé par l'artillerie russe. Une première colonne parvient à atteindre Azovstal et débarque dans l'usine. Un autre groupe est cependant bloqué sur la rive droite/ouest de la rivière Kalmious y compris Lev Pashko qui est blessé durant la percée. Ils traversent finalement la rivière à l'aide de canot pneumatique et font la jonction avec Azovstal.

### Siège du complexe Azovstal (15 avril - 16 mai)
Le 15 avril, la ville est, pour la première fois, frappée par des bombardiers stratégiques Tu-22M avec des bombes lisses FAB 3000 de (3 tonnes) dont l'objectif est de réduire la résistance ukrainienne dans le complexe métallurgique.
Selon les informations parcellaires diffusées par l'armée ukrainienne le 16 avril, il resterait 3 000 à 3 500 combattants ukrainiens. En face, du côté russe et de ses auxiliaires, la 150e division de fusiliers motorisés russe (68e régiment blindé de la Garde et 102e régiment de fusiliers motorisés), la 810e brigade d'infanterie navale, le 177e régiment d'infanterie navale, la force tchétchène de la Garde nationale (1 bataillon) et les forces RPD (6 bataillons d'infanterie) représentent peut-être 10 000 hommes au total[Pas dans la source].
Le 21 avril, le président russe Vladimir Poutine annonce publiquement la prise de contrôle de la ville de Marioupol par ses forces et ses auxiliaires. Il reconnait toutefois qu'une poche de résistance subsiste dans le complexe d'Azovstal, le site comportant des kilomètres de galeries souterraines. Il ordonne le siège des derniers combattants ukrainiens, plutôt que de donner un assaut qui pourrait s'avérer coûteux en vies pour les troupes russes déjà fortement éprouvées, « de sorte que pas une mouche ne passe », a-t-il affirmé. Côté ukrainien, les derniers combattants, évalués entre 500 et 1000, refusent de se rendre et demandent à la communauté internationale des « garanties de sécurité » pour sortir. Ils ne sont pas seuls et environ 1 000 civils et des centaines de blessés sont retranchés avec eux.
Entre le 3 et le 4 mai des combats ont repris au sein du complexe d'Azovstal, Svyatoslav Palamar (uk), un officier du régiment Azov de la Garde nationale de l'Ukraine a annoncé que la Russie avait commencé un assaut massif avec de l'infanterie, blindés, des forces navales et aériennes pour liquider la dernière poche de résistance,. De leur côté, les Russes démentent un assaut sur le complexe. Le 4 mai, Dimitri Peskov, le porte parole du Kremlin, indique que les combats en cours à Marioupol ne sont pas un assaut Russe. Les Russes auraient empêché les soldats Ukrainiens de rejoindre des positions de tirs et des positions fortifiés qui servent à harceler l'armée ennemie,. Après cet incident les Russes annoncent un cessez-le-feu unilatéral de 3 jours pour permettre aux derniers civils d'évacuer le complexe industriel. Selon l'agence de presse russe Tass, le corridor humanitaire est ouvert le 5, 6 et 7 mai 2022 de 8 h 0 à 18 h 0 (UTC 3) et les civils pourront se rendre dans la direction qu'ils souhaitent,.
Le 5 mai, Yuriy Sak (conseiller présidentiel ukrainien) a déclaré à l'émission Today (en) de la BBC Radio 4 que la défense de l'Azovstal était pour les dirigeants militaires et politiques ukrainiens la « priorité numéro un », mais que la situation était « extrêmement difficile ». Le même jour, les Russes lancent une offensive terrestre vers l'Azovstal,. Les forces armées ukrainiennes ont accusé la Russie de violer son propre cessez-le-feu unilatéral et que, bien que des dispositions aient été prises pour évacuer les quelque 200 civils piégés à l'intérieur, l'assaut russe n'avait pas faibli. Peskov a nié avoir attaqué l'Azovstal et a affirmé que les couloirs humanitaires russes fonctionnaient,. Peskov a réitéré les ordres télévisés de Poutine le 21 avril ordonnant la cessation de l'assaut sur l'Azovstal et un siège strict à la place. Dans un message de vidéo sur l'application Telegram le même jour, Palamar a déclaré que l'assaut russe se poursuivait pour un troisième jour et a accusé les Russes de revenir sur leurs déclarations concernant un cessez-le-feu et l'évacuation des civils. Dans une conversation téléphonique avec Naftali Bennett, Poutine a insisté pour que les défenseurs de l'Azovstal se rendent ; les civils, a déclaré Poutine, bénéficieraient d'un passage sûr.
Le 7 mai, Iryna Verechtchouk (vice-Première ministre de l'Ukraine) a annoncé sur Telegram que tous les civils avaient été évacués de l'Azovstal. Les militaires sont restés pour continuer la résistance,. Selon le message vidéo quotidien de Zelensky, qui remerciait le Comité international de la Croix-Rouge et l'Organisation des Nations unies, une deuxième phase d'évacuation des blessés et du personnel médical était en cours de préparation.
Le 8 mai, interviewé par Sevgil Musayeva pour Ukrayinska Pravda, le lieutenant-colonel Prokopenko a imputé l'encerclement de Marioupol à l'échec de la défense de l'isthme de Crimée et des villes de Henitchesk, Melitopol et Berdiansk, permettant aux Russes d'attaquer Marioupol depuis la Crimée ainsi que depuis l'est. Pour l'encerclement de l'Azovstal depuis le 25 avril, Prokopenko imputait les actions de la 36e brigade d'infanterie navale : le 501e bataillon s'était subitement rendu le 4 avril et le contact entre les positions du régiment Azov et celles du reste de la 36e brigade était perdu. Selon Prokopenko, la 36e brigade a alors tenté de sortir de son propre encerclement dans une certaine direction, mais ses actions n'étaient pas coordonnées et de nombreux membres du personnel ont été tués et capturés ; un bataillon du régiment d'Azov a alors cherché à échapper à son propre encerclement et à percer jusqu'à l'Azovstal. Jusque-là, a déclaré Prokopenko, une défense sur la rive droite de la rivière Kalmious aurait pu être montée beaucoup plus longtemps, mais la décision du commandant du 36e brigade (le colonel Baranyuk) d'abandonner l'usine Illitch avait provoqué l'encerclement de l'Azovstal, sur la rive gauche. Depuis un bunker sous l'Azovstal, deux officiers d'Azov ont fait une conférence de presse sur Internet qualifiée de « remarquable » par BBC News. Le capitaine Palamar d'abord, puis le lieutenant Samoïlenko parlèrent longuement. Palamar parle d'une « multitude de blessés » à l'Azovstal, tant civils que militaires. S'exprimant principalement en anglais, Samoïlenko a rejeté la possibilité d'une reddition ou d'une évacuation des militaires sans leurs armes, ils refusaient de remettre une telle victoire à l'ennemi et reconnaissant la probabilité de leur mort. Samoïlenko a également reproché au gouvernement ukrainien d'avoir négligé la défense de Marioupol depuis le début de la guerre huit ans auparavant, et d'avoir laissé 25 000 personnes être « assassinées par l'armée russe » à Marioupol,. La Russie ne permettrait pas aux soldats de vivre, dit-il, parce qu'ils étaient témoins de crimes russes, et leur reddition serait un « cadeau » pour les Russes. Samoïlenko a reproché aux politiciens ukrainiens d'avoir laissé le sud de l'Ukraine passer sous le contrôle des Russes.
Le 10 mai, le régiment Azov a publié des photos de combattants blessés sur sa chaîne Telegram et a de nouveau lancé un appel pour l'évacuation de ceux-ci et d'autres gravement blessés. Le même jour, un adjoint au maire de la ville, Petro Andryushchenko, a déclaré sur Telegram qu'au moins 100 civils restaient sous l'aciérie d'Azovstal. Du côté ukrainien, les Russes avaient effectué trente-quatre frappes aériennes sur l'Azovstal au cours des dernières 24 heures, y compris le déploiement de bombardiers stratégiques. Le 15 mai, le nouveau commandant du 2e bataillon de la 23e brigade, le colonel Yuriy Roy est à son tour tué.

### Fin du siège (16 - 20 mai 2022)

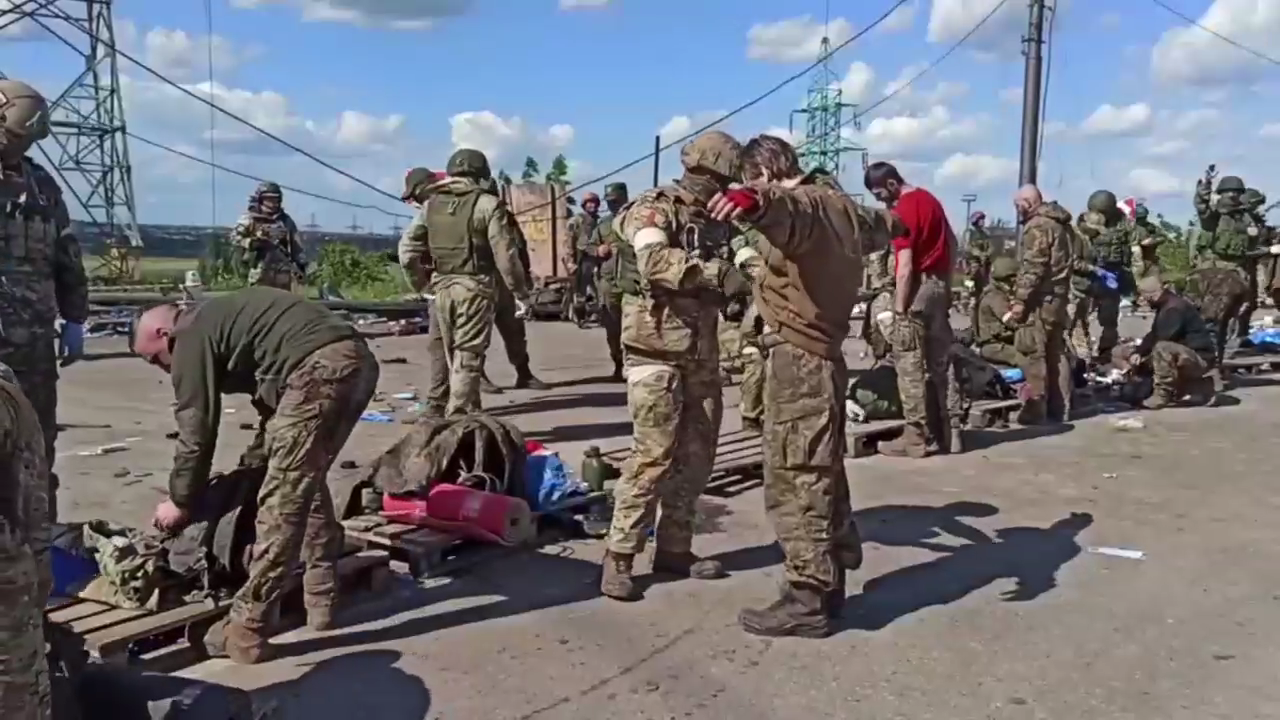
Reddition des soldats d'Azovstal

Le siège tire vers sa fin à partir du 16 mai. 264 combattants ukrainiens qui sont retranchés à Azovstal et 53 blessés se rendent. Ils sont transportés en territoire contrôlé par la Russie et les séparatistes prorusses afin d'y être soignés, à Olenivka pour les valides et à Novoazovsk pour les blessés,,. Selon L'Express, « la prise totale de Marioupol par les forces russes semble désormais inéluctable ».
Le 19 mai Denis Pouchiline annonce que 694 soldats ukrainiens se sont rendus aux forces russes le 18 mai. Parmi eux, au moins 80 blessés ont été envoyés à l'hôpital de Novoazovsk. Il indique qu'environ la moitié des soldats se sont rendus et qu'il en resterait environ 1 000 à l'intérieur de l'usine. Cette information est également reprise par le ministère russe de la défense,. Entre le 19 et 20 mai Sviatoslav Palamar, chef adjoint de régiment Azov sort une vidéo sur internet pour réfuter les rumeurs de sa reddition et déclare que lui et ses hommes continuent le combat au sein de l'usine. Le 20 mai les Russes annoncent que le commandant du régiment Azov sur place se serait rendu, malgré la vidéo postée la veille.
Le 20 mai, le porte-parole du ministère de la défense russe annonce que l'aciérie est « passé[e] sous le contrôle complet des forces armées russes » après la reddition des derniers soldats ukrainiens. Ils indiquent qu'un dernier groupe de 531 Ukrainiens s'est rendu, faisant un total de 2439 prisonniers en une semaine,.
Le 22 mai Valentin Gorshenin, reporter de RT, publie une vidéo du complexe souterrain d'Azovstal qui a servi de base aux Ukrainiens.

### Déminage
De nombreuses mines ont été placées dans la ville par les belligérants. Les forces Russes commencent dès le 20 mai des opérations de déminage dans le complexe d'Azovstal — un démineur russe affirmant que les unités du génie des Forces armées russes ont déjà fait exploser plus de 100 mines dans l'usine —. La ville étant majoritairement en ruine, le déminage s'annonce très compliqué.
Le port et la mer d'Azov ont été minés de manière assez dense par les Ukrainiens pour empêcher toute opération navale sur la ville. De très nombreuses mines sous-marines ont été disséminées dans la mer qui borde Marioupol. Les opérations de déminage par les Russes dans cette partie vont s'avérer assez compliquées.
Sergei Neka, responsable du déminage Russe en Ukraine, annonce au magazine India Today que les unités de déminage ont détruit plus de 10 000 mines et explosifs depuis le début de l'opération militaire,,,.

## Bilan humain

### Pertes civiles

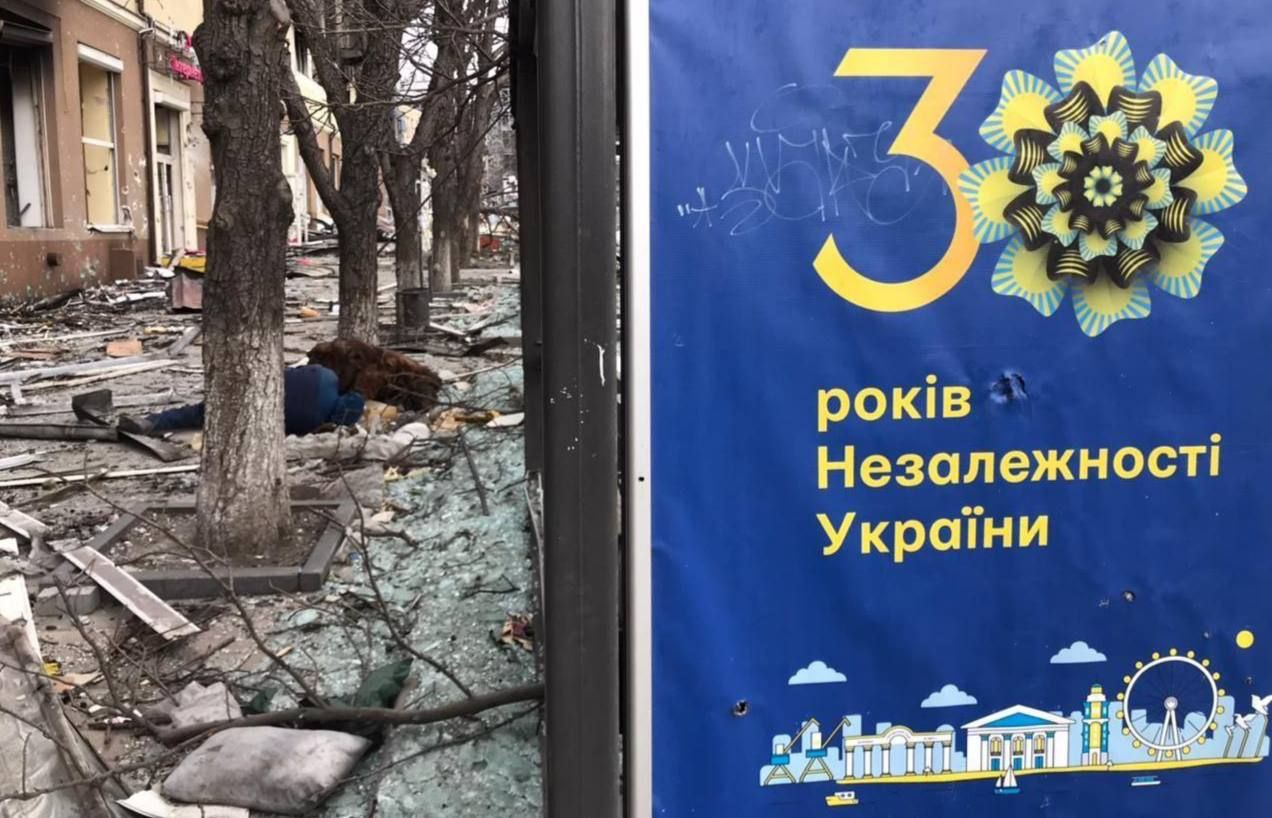
Victime civile durant le siège de Marioupol
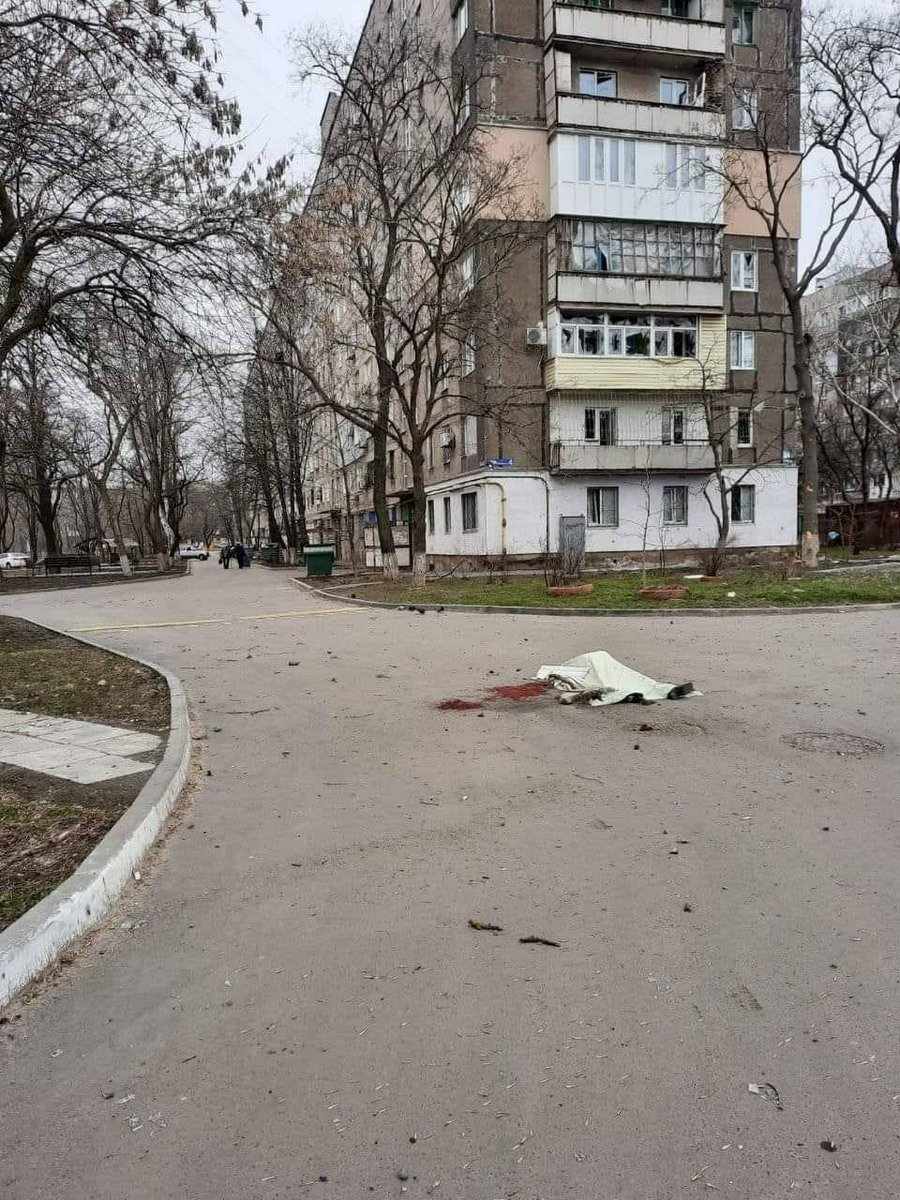
Corps d'un civil ukrainien dans une rue de Marioupol

Selon la mairie de Marioupol, 2 187 civils sont tués par les bombardements russes entre le 1er et le 13 mars. La situation extrêmement dégradée de la ville ne permet pas d'évaluer correctement le nombre de morts et de blessés. Ainsi, après l'attaque du théâtre de la ville du 16 mars 2022, aucun mort et un seul blessé grave ont été déclarés. Dans les dix jours suivants, 300 morts ont été évoqués par les autorités ukrainiennes. Mais, début mai 2022, une enquête de l'agence Associated Press parvient à un bilan réel de plus de 600 morts,,.
La Russie annonce un cessez-le feu le 2 avril afin de permettre une évacuation des civils encore présents à Marioupol, vers Zaporijjia. L'opération échouera, le Comité international de la Croix-Rouge ne précisant pas quelle partie était responsable de l'échec, entre Russes ou Ukrainiens. Précédemment, le CICR avait déjà été accusé à tort d'évacuer des civils sans leur consentement.
À Manhouch, à une vingtaine de kilomètres de Marioupol, les Russes creusent des tranchées. Selon Petro Andryushchenko, un adjoint au maire de la ville, celles-ci sont destinées aux fosses communes des marioupolitains. La tranchée, absente le 23 mars, devient visible sur les images satellite le 29 mars et mesure 300 mètres de long. Le 9 avril, la tranchée avait été prolongée. Radio Liberty a souligné qu'à l'église de Boutcha, l'une des fosses communes du massacre de Boutcha ne mesurait que 16 mètres de long et contenait 70 cadavres. Les images satellite ultérieures n'indiquent pas d'autres enterrements à Manhouch. À Vynogradné (uk) (en ukrainien : Виноградне), près de la ville, des satellites ont enregistré un autre fossé, dont les autorités marioupolitaines avaient été informées par les habitants que celui-ci était utilisé pour les enterrements. Cette tranchée était absente le 17 mars, mais des images du 29 mars montrent une excavation de 38 mètres sur 4. Le 20 avril, la fosse avait été agrandie à 45 mètres sur 25. On trouve un autre site d'inhumations en masse au cimetière de Staryï Krym, à 5 kilomètres de Marioupol et occupé par les Russes à partir du 10 mars. Des fosses de 60 à 70 mètres de long apparaissent sur les images satellite du cimetière à partir du 24 mars. Entre cette date et le 7 avril, les fosses ont été partiellement comblées et couvertes et de nouvelles tranchées ont été creusées. Le 24 avril, le charnier mesurait 200 mètres de long,. Sur l'image satellite du 8 mai, la longueur de la fosse commune est passée à 340 mètres. À Vynogradné, l'image satellite du 6 mai montrait que d'autres tranchées avaient été creusées. Le 9 mai, le conseil municipal marioupolitain a déclaré que les Russes enterraient les citoyens morts, en se filmant pour en apporter la preuve. Sur Telegram, le conseil a déclaré que « Les occupants célèbrent le Jour de la Victoire sur les os des habitants de Marioupol » et ont blâmé l'idéologie du rachisme (uk),.
Certains civils ont réussi à quitter Marioupol et à se réfugier vers le camp de notoriété prorusse de Bezimenne, à moins de 50 km à l'est de la ville. Des témoignages font état que ces personnes sont ensuite déportées vers la Russie et les territoires sous contrôle russe,,. Le 7 novembre 2022, les autorités ukrainiennes estiment qu'« au moins 25 000 personnes ont été tuées dans les combats à Marioupol, et que 5 000 à 7 000 d’entre elles sont mortes sous les décombres après le bombardement de leur maison ». L'agence de presse Reuters indique que des corps de civils gisent dans les rues sans être ramassés.
Selon un rapport publié en février 2024 par les ONG Human Rights Watch et Truth Hounds : « L'analyse de l’imagerie satellite, des photos et des vidéos des principaux cimetières de la ville a révélé que plus de 10 000 personnes ont été enterrées à Marioupol entre mars 2022 et février 2023 ». En comparant la multiplication des tombes avec le taux de mortalité habituel de la ville, ces deux ONG estiment qu'au moins 8 000 personnes sont mortes au cours des combats. Elles précisent cependant que « le nombre total de morts pourrait être nettement plus élevé : certaines tombes contenaient plusieurs corps et les restes d’autres personnes ont très probablement été enterrés dans les décombres. Des personnes ont pu être enterrées dans des tombes de fortune et d’autres sont peut-être décédées plus tard de causes liées à la guerre ».
En décembre 2022, AP News explique comment ils ont réalisé, à partir d'images satellite, une estimation du nombre de tombes supplémentaires. L'équipe estime à 10 300 le nombre de tombes creusées dans et aux abords de la ville, dont 8 500 dans le cimetière de Staryi Krym, chacune pouvant possiblement contenir plusieurs corps, à la périphérie de Marioupol, étude confirmée par trois des spécialistes des charniers, ajoutant que des « milliers d’autres corps ne sont probablement jamais parvenus au cimetière ». D'après leur étude, les estimations actuelles (25 000 morts) seraient en réalité trois fois plus élevées soit environ 75 000 morts,. En août 2022, Mykola Osychenko président de Mariupol TV parle lui de 87000 voir 100 000 morts en se basant sur des sources locales, notamment celles des morgues,,.

### Pertes militaires

#### Pertes russes
Selon l'Ukraine, environ 6 000 soldats russes ont été tués pendant le siège, bilan difficile à vérifier et qui inclus probablement les blessés. La 810e brigade d'infanterie de marine de la Garde a subi de lourdes pertes. L'état-major ukrainien estime les pertes de la brigade à 158 tués, environ 500 blessés et 70 disparus, ce qui semble réaliste au vu des nécrologie identifié. Les brigades Spetsnaz auraient également subit de lourdes pertes notamment lors de leur infiltration. Le site Warspotting recense environ 80 blindés et chars russes perdus à Marioupol.

#### Pertes ukrainiennes
Selon la Russie, quelque 3 917 soldats ukrainiens ont été capturés pendant le siège, tandis que l'Ukraine a confirmé que plus de 3 500 soldats, avec un bataillon supplémentaire, ont été faits prisonniers soit environ 4000. Le 8 juin, plus de 1 000 prisonniers de guerre ont été transférés de la RPD vers la Russie. La Russie déclare que plus de 4 000 soldats ukrainiens étaient morts jusqu'au début du siège de l'usine d'Azovstal à la mi-avril. Au vu du nombre de soldats capturés (entre 3 500 et 4 500) et le nombre de soldats qui défendaient la ville (entre 5 500 et 6 000 hommes) ce bilan semble surestimé. En tout cas, la majeure partie des défenseurs sont capturés. La 36e brigade d'infanterie navale dont les éléments de manœuvres (les 3 bataillons de marines, compagnie de chars, éléments de reconnaissance et d'artillerie) sont pleinement déployés à Marioupol est quasiment détruite. Des éléments auxiliaires basés à Mykolaïv, seule une dizaine d'hommes dont le commandant du bataillon Aristide parviennent à s'extraire. La 12e brigade opérationnelle cesse de facto d'exister, l'ensemble de la brigade étant capturé excepté les quelques blessés évacués. Le site ualosses.org qui recense les nécrologies de soldats ukrainiens listent la mort d'au moins 858 hommes dans la bataille de Marioupol, un bilan qui pourrait probablement se situer autour de 1000 tués. De plus, la totalité de blindés sont détruits ou capturés.

## Crimes de guerres commis par la Russie
Le 25 mars, le colonel-général russe Mikhaïl Mizintsev est accusé par les autorités ukrainiennes d'avoir ordonné les bombardements de l'hôpital pour enfants, de la maternité de Marioupol et du théâtre de la ville où s'abritaient 1 200 civils,. Mizintsev est surnommé le « boucher de Marioupol » par des sources occidentales et ukrainiennes en raison de son rôle présumé dans le siège, et sanctionné par le Royaume-Uni. Accusé d'avoir personnellement dirigé des crimes de guerre pendant le siège, Mizintsev accuse les troupes ukrainiennes d'avoir créé une « terrible catastrophe humaine » et affirme en outre qu'il permettrait la sortie en toute sécurité des civils ukrainiens de Marioupol. Les allégations de Mizintsev sont rejetées par la Vice-Première ministre ukrainienne Iryna Vereshchuk comme étant de la « manipulation ».

### Bombardements indiscriminés et massifs de zones résidentielles

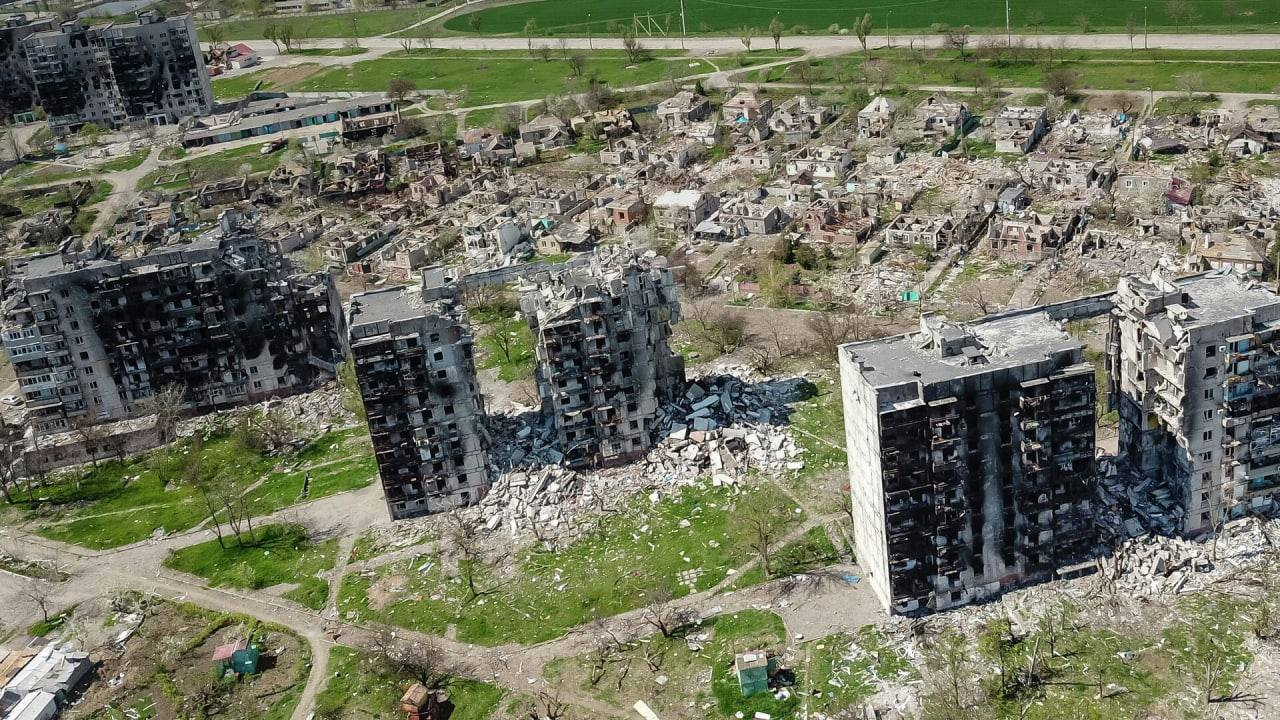
Vue aérienne d'un quartier de Marioupol détruit
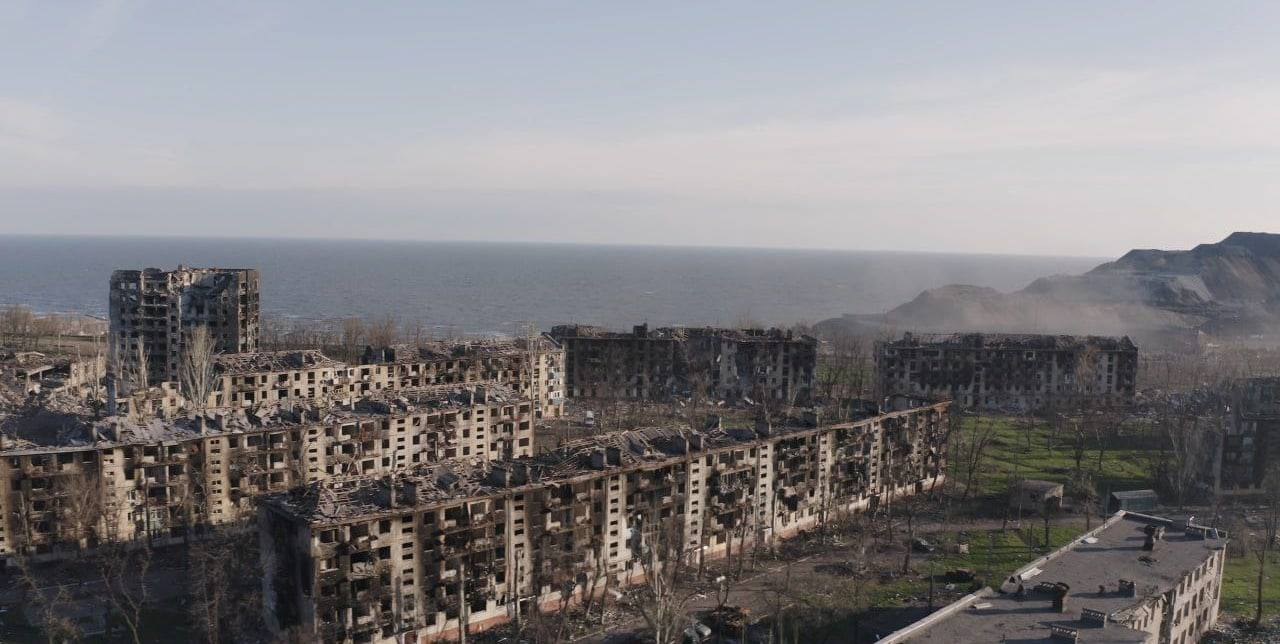
Quartier de la rive gauche de Marioupol après la bataille

Le 2 mars, le maire adjoint Sergiy Orlov indique que l'artillerie russe cible un quartier densément peuplé de Marioupol, le bombardant pendant près de 15 heures. Il déclare également qu'un quartier résidentiel peuplé de la rive gauche de la ville avait été « presque totalement détruit ». Des photos satellite de Marioupol prises le matin du 9 mars par Maxar Technologies montrent des « dégâts considérables » sur des immeubles d'habitation, des maisons résidentielles, des épiceries et d'autres infrastructures civiles. Ces résultats sont établis en comparant les photos avant et après. Le conseil municipal de Marioupol déclare que les dégâts causés à la ville sont « énormes ». Il estime qu'environ 80 % des habitations de la ville sont gravement endommagées, dont près de 30 % sont irréparables. Pavel Klimov, journaliste de Reuters, déclare depuis Marioupol que « tout autour se trouvent les carcasses noircies » des immeubles d'habitation.
Le 16 mars, la BBC rapporte que les attaques russes quasi-constantes ont transformé les quartiers résidentiels en « terrain vague ». Le même jour, elle rapporte avoir obtenu des images de drones montrant « une étendue considérable de dégâts, avec des incendies et de la fumée s'échappant des immeubles d'appartements et des rues noircies et en ruine ». Une habitante de la ville déclare à la BBC que « dans la zone de la rive gauche, il n'y a plus aucun bâtiment résidentiel intact, tout a été brûlé ». La rive gauche comprenait un quartier résidentiel densément peuplé. Elle rajoute que le centre-ville est « méconnaissable ». Le même jour, l'Institut pour l'étude de la guerre rapporte que les forces russes continuaient de commettre des crimes de guerre à Marioupol, notamment en « ciblant les infrastructures civiles ».
Le 18 mars, le lieutenant-général Jim Hockenhull, chef du renseignement de la défense du Royaume-Uni, décrit « le ciblage continu des civils à Marioupol ». Les autorités ukrainiennes déclarent qu'environ 90 % des bâtiments de Marioupol sont désormais endommagés ou détruits. Le même jour, Sky News décrit des vidéos montrant « des zones civiles rendues méconnaissables par les bombardements ». Sky News cite également la Croix-Rouge décrivant « une destruction apocalyptique à Marioupol ». Le 19 mars 2022, un policier ukrainien à Marioupol réalise une vidéo dans laquelle il déclare « Des enfants, des personnes âgées meurent. La ville est détruite et elle est rayée de la surface de la terre ». La vidéo est authentifiée par l'Associated Press.
Le gouvernement de Marioupol déclare le 28 mars que 90 % de tous les bâtiments de Marioupol sont endommagés par les bombardements, et que 40 % de toutes les structures à l'intérieur de la ville sont détruites. Les statistiques publiées indiquent également que 90 % des hôpitaux de Marioupol sont endommagés et que 23 écoles et 28 jardins d'enfants sont détruits par les bombardements russes. Le 12 avril, les autorités municipales signalent que jusqu’à 20 000 civils avaient été tués. Le même jour, le maire de la ville évoque un bilan de 21 000 civils tués.

### Bombardement du théâtre de Marioupol
Le 16 mars, le Théâtre d'art dramatique régional de Donetsk est touché et en grande partie détruit par une frappe aérienne. Le conseil municipal de Marioupol accuse la Russie d'avoir pris pour cible le théâtre, où au moins des centaines de civils s'étaient réfugiés. Human Rights Watch déclare que le théâtre abritait au moins 500 civils. Serhiy Taruta, l'ancien gouverneur de l'oblast de Donetsk, déclare que 1 300 personnes s'étaient réfugiées à l'intérieur.
Une image satellite prise par Maxar Technologies le 14 mars montre que le mot russe « enfants » était écrit en grandes lettres blanches sur le trottoir à l'avant et à l'arrière du théâtre, ce qui indiquait clairement que des civils s'y étaient abrités. Le ministre ukrainien des Affaires étrangères Dmytro Kouleba affirme que la Russie « ne pouvait pas ignorer qu'il s'agissait d'un abri civil ». Selon la Verkhovna Rada, il était impossible de lancer des opérations de sauvetage au théâtre en raison des bombardements en cours et de la quasi-destruction des services publics dans la ville. Le conseil municipal déclare également que l'accès à l'abri du théâtre était bloqué par des débris. Le ministère russe de la Défense nie avoir attaqué le bâtiment et accuse le régiment Azov de l'avoir fait exploser.
Selon Taruta, l'abri anti-bombe du sous-sol, où les gens s'étaient réfugiés, a néanmoins pu résister à l'attaque. Des survivants ont commencé à sortir des décombres du théâtre le 17 mars. Selon les autorités ukrainiennes, plus de 130 civils ont été secourus du sous-sol au 18 mars et les secouristes n'avaient pas encore trouvé de victimes. L'Associated Press a rapporté que 600 civils ont été tués lors de la frappe aérienne, soit le double du chiffre officiel donné par le gouvernement ukrainien.

### Bombardemement de la maternité de Marioupol
Le 9 mars, une frappe aérienne endommage une maternité et un hôpital pour enfants. Le Président Volodymyr Zelensky déclare sur Twitter, (devenu X), que l'attaque est une « atrocité » et publie une vidéo des ruines du bâtiment. L'hôpital est détruit, trois personnes sont tuées, dont une jeune fille et au moins 16 personnes sont blessées. Les autorités déclarent que de nombreux autres patients et membres du personnel de l'hôpital sont ensevelis sous les décombres de l'explosion. Une équipe de l'agence Associated Press est alors sur place, tourne des images et documente la frappe.
Le ministre russe des Affaires étrangères Sergueï Lavrov déclare que le bâtiment était autrefois une maternité et que la Russie l'avait bombardé parce qu'il était alors occupé par le régiment Azov. Plus tard dans la journée, la porte-parole du ministère russe des Affaires étrangères, Maria Zakharova, qualifie l'attaque contre l'hôpital de « terrorisme d'information », tandis que le porte-parole du ministère russe de la Défense, Igor Konachenkov, qualifie le bombardement de mise en scène. Le 10 mars après-midi, l'Ambassade de Russie au Royaume-Uni déclare dans un tweet que les deux femmes enceintes blessées vues en train d'être évacuées après l'attaque étaient en fait jouées par des actrices portant un « maquillage réaliste », que la maternité était occupée par le régiment Azov et qu'aucune femme ni aucun enfant n'était présent puisque l'établissement était « non opérationnel ». Le tweet est ensuite supprimé par Twitter pour violation de ses règles sur la désinformation.
La femme enceinte filmée en train d'être transportée blessée sur une civière (accusée par la Russie d'être une actrice) est transférée dans un autre hôpital et décède le 13 mars, son enfant étant mort-né. Elle avait subi de nombreuses blessures lors du bombardement, son bassin écrasé et une hanche détachée, ce qui a contribué à la mort de son enfant. Voyant qu'elle avait perdu son bébé, les personnels médicaux ont déclaré qu'elle avait crié : « Tuez-moi maintenant. » Trente minutes plus tard, elle est décédée,.
Les affirmations russes selon lesquelles les vidéos sont truquées et que l'hôpital bombardé était utilisé comme base militaire sont démenties par des journalistes d'investigation et par les deux journalistes d'AP sur place,.

## Situation humanitaire
Le 6 mars, Petro Andryushchenko, conseiller du maire de Marioupol, signale que les habitants « buvaient dans les flaques d'eau dans les rues » en raison de l'arrêt de la distribution de l'eau courante dans la ville causée par des jours de bombardements russes 24 heures sur 24. Il déclare également qu'il n'y avait plus de chauffage, d'électricité, ni de service téléphonique. Selon des responsables américains, les civils n'ont pas pu évacuer la ville en raison de violations répétées du cessez-le-feu, d'attaques contre les couloirs d'évacuation convenus et d'attaques directes contre les civils qui tentaient d'évacuer.
Le 14 mars, un autre porte-parole du Comité international de la Croix-Rouge annonce que « des centaines de milliers » de personnes dans la ville sont « confrontées à des pénuries extrêmes ou totales de produits de première nécessité comme la nourriture, l'eau et les médicaments ». Le 15 mars, la Vice-Première ministre ukrainienne Iryna Vereshchuk accuse les forces russes d'avoir pris environ 400 civils en otage après avoir pris un hôpital dans la ville. Des responsables ukrainiens accusent les forces russes d'avoir tiré sur un convoi d'évacuation et blessé cinq civils le 16 mars. Le 18 mars, des responsables ukrainiens déclarent que plus de 350 000 personnes sont réfugiées à Marioupol, toujours sans accès à la nourriture ou à l'eau.
Le 21 mars, CNN rapporte les déclarations d'un responsable de Marioupol selon lesquels les habitants avaient peur, en raison des bombardements constants, de quitter leurs abris souterrains, même pour aller chercher de la nourriture et de l'eau, ce qui signifie qu'ils essayaient de moins boire et de moins manger. Le 22 mars, CNN rapporte que l'armée russe avait arrêter 11 bus qui se dirigeaient vers la ville afin d'évacuer les citoyens. Fox News rapporte plus tard qu'au moins certains des bus étaient remplis de denrées humanitaires qui ont été confisquées. Il est également signalé que 15 travailleurs humanitaires dans les bus ont été arrêtés alors qu'ils essayaient d'apporter de la nourriture à Marioupol. CNN signale également qu'à cette date, toutes les tentatives pour amener des bus vides à Marioupol pour évacuer les civils avaient échoué. Le 23 mars, Zelensky a annonce que 100 000 civils ne parviennent toujours pas à quitter Marioupol et qu'ils étaient piégés dans des « conditions inhumaines » sans nourriture, eau courante ni médicaments.
Le 1er avril, une opération de sauvetage menée par l'ONU pour transporter des centaines de survivants civils hors de Marioupol à bord de 50 bus échoue. En fin de compte, le CICR indique qu'il avait contribué à faciliter l'évacuation en toute sécurité de plus de 10 000 civils de Marioupol et de Soumy.

## Analyses

### Manque de troupes côté russe
Alors que les villes côtières de Mélitopol et de Berdiansk sont tombées assez rapidement durant les premiers jours de l'offensive russe, trois zones de la ville de Marioupol (le port de commerce, l'usine Illitch au nord et l'usine Azovstal de 8 km2 au sud) ont résisté après plus d'un mois de siège et de combats, la ville elle-même étant tombée, selon le vice-amiral français Michel Olhagaray, « depuis longtemps ». Au 12 avril 2022, 80 % à 90 % de la population est évacuée par les forces ukrainiennes, dont le port de commerce.
Selon l'expert militaire américain Michael Kofman, la prolongation des combats dans Marioupol, couplée avec les difficultés rencontrées par les Russes et leurs auxiliaires à finaliser la prise de la ville, est principalement due au manque de troupes russes. Alors que plusieurs fronts restent ouverts (Donbass, nord de Kherson), malgré le retrait russe des régions de Kiev, Tchernihiv et Soumy, il estime que Moscou ne peut pas puiser davantage dans ses ressources à moins de déclarer la guerre à l'Ukraine (s'inscrivant toujours dans le cadre d'une « opération spéciale » menée par la Russie), ce qui lui permettrait alors de lancer une mobilisation générale. Toujours selon l'expert, l'Ukraine, de son côté, dispose d'une « forte mobilisation » en nombre de soldats, mais fait face à un déficit de munitions et d'équipements pour se défendre, tandis que la situation est inverse pour son adversaire.
Pour l'historien militaire Michel Goya, les forces russes compensent leur manque d'infanterie en volume et en qualité par de la puissance de feu, ravageant la ville pour finalement un faible rendement sur des forces retranchées. De plus, leur état d'épuisement rend hypothétique toute forme de redéploiement rapide sur d'autres secteurs offensifs en Ukraine[réf. nécessaire].

### Ampleur du redéploiement russe sur d'autres fronts
Au début du siège, la plupart des analyses tablaient sur un redéploiement des milliers de soldats engagés dans la prise de Marioupol vers d'autres fronts russes en Ukraine  – comme le Donbass – pour rejoindre la bataille visant à encercler et détruire les forces armées régulières ukrainiennes combattant les séparatistes proKremlin dans la région ou à l'ouest pour pousser vers Odessa, ou au nord-ouest vers la ville de Dnipro,.
Avec la prolongation des combats urbains, il paraît de plus en plus difficile d'imaginer que les unités engagées, dont celle de la 150e division motorisée russe, soient capables d'enchaîner de nouveaux combats à l'issue de la prise de l'entièreté de la ville.
Le 25 avril, le ministère de la Défense britannique annonce, dans son point quotidien relatant la situation sur le terrain, que la décision de la Russie d'assiéger plutôt que d'attaquer l'aciérie Azovstal de Marioupol oblige de nombreuses unités russes à rester dans la ville et que, par conséquent, celles-ci ne peuvent pas être redéployées ailleurs, notamment sur le front principal du Donbass. La défense ukrainienne de Marioupol a également mis à mal de nombreuses unités russes et réduit leur efficacité au combat, affirme encore le ministère britannique[Pas dans la source].